# 水泉沟镇
水泉沟镇，是中华人民共和国河北省承德市双桥区下辖的一个乡镇级行政单位。

## 行政区划
水泉沟镇下辖以下地区：
三角地社区、水泉沟社区、上营房社区、水泉沟村、狮子园村、柳树底村、山神庙村、大沃铺村和高庙村。